# Campeonato Asiático de Handebol Masculino de 1979
O Campeonato Asiático de Handebol Masculino de 1979 (1979 البطولة الآسيوية لكرة اليد للرجال (em árabe)) foi a segunda edição do principal campeonato de andebol (português europeu) ou handebol (português brasileiro) masculino do continente asiático. A China foi o país sede e os jogos ocorreram na cidade de Nanjing.
O Japão foi campeão pela segunda vez, com a China em segundo lugar e o Kuwait em terceiro.